# Donners plats

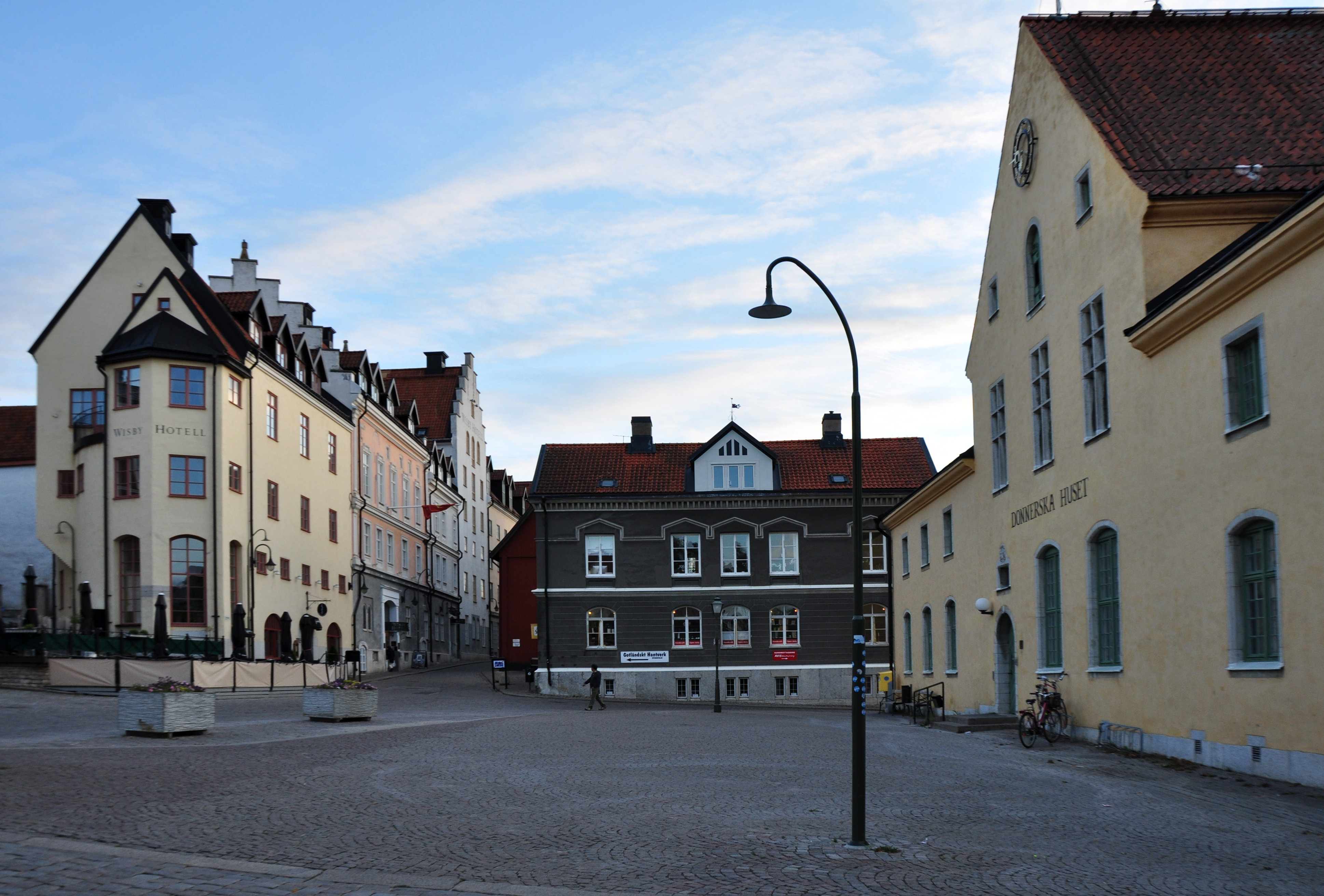
Donners plats, Visby, Gotland

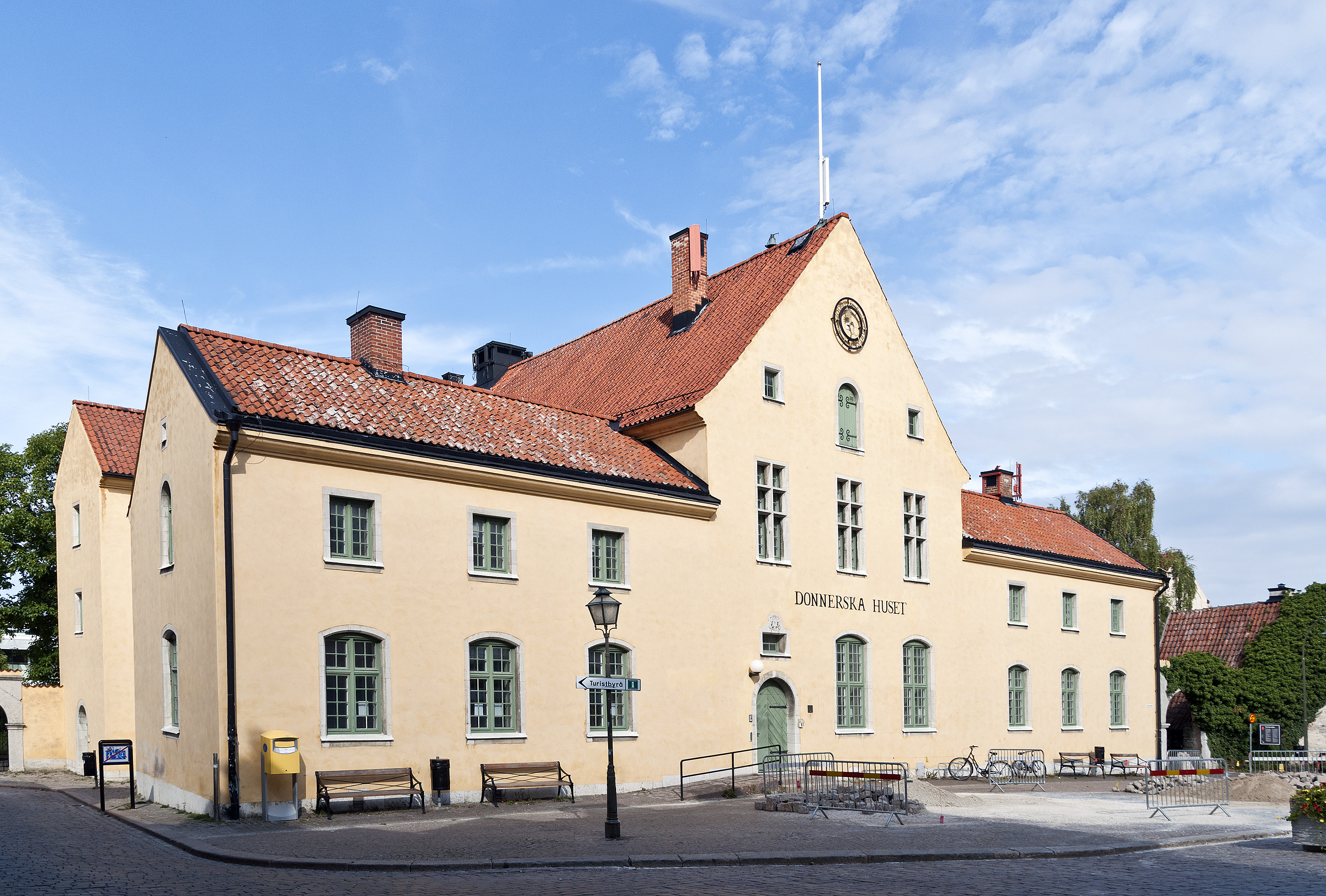
Donnerska huset vid Donners plats i Visby.

Donners plats är ett torg i Visby innerstad, nära Almedalen. Torget har sitt namn efter Handelshuset Donner som i tre generationer hade sitt huvudkontor i Donnerska huset invid torget. Dessförinnan har torget kallats Vattenhämtartorget (medeltiden), Handelstorget (1500-talet), och Wolters plats (1600-talet). Genom Stora Strandporten i Visby ringmur kommer man från torget till Almedalen.
I Donnerska huset, som tidigare var ett posthus, finns ett kontorshotell och kafé. Andra verksamheter invid Donners plats är Donners hotell, Wisby hotell och krogen Donners Brasseri. Det tidigare Naturmuseet låg i en tidigare banklokal invid torget. Även det kulturhistoriskt intressanta Burmeisterska huset ligger vid Donners plats. Under Almedalsveckan finns det fasta talarplatser bland annat på Donners plats.
I samband med Almedalsveckan 2022 skedde en misstänkt terroristaktion på Donners plats där överläkaren Ing-Marie Wieselgren knivhöggs till döds i det så kallade Almedalsdådet.